# Pietro Sfair
Pietro Sfair (* 10. Februar 1888 in Klaihat; † 18. Mai 1974) war ein libanesischer Geistlicher, Erzbischof und Ordinarius für die maronitischen Gläubigen in Rom.

## Leben
Pietro Sfair empfing am 8. März 1913 das Sakrament der Priesterweihe.
Am 11. März 1953 ernannte ihn Papst Pius XII. zum Titularbischof von Epiphania in Syria und zum Ordinarius für die maronitischen Gläubigen in Rom. Der Präfekt der Kongregation für die Zeremonien, Eugène Kardinal Tisserant, spendete ihm am 24. Mai desselben Jahres die Bischofsweihe; Mitkonsekratoren waren der Vizegerent für das Bistum Rom, Luigi Traglia, und der Weihbischof in Ostia und Porto und Santa Rufina, Pietro Villa FSCJ. Papst Johannes XXIII. ernannte ihn am 11. März 1960 zum Titularerzbischof von Nisibis dei Maroniti.
Pietro Sfair nahm an allen vier Sitzungsperioden des Zweiten Vatikanischen Konzils teil.